# Tremellales

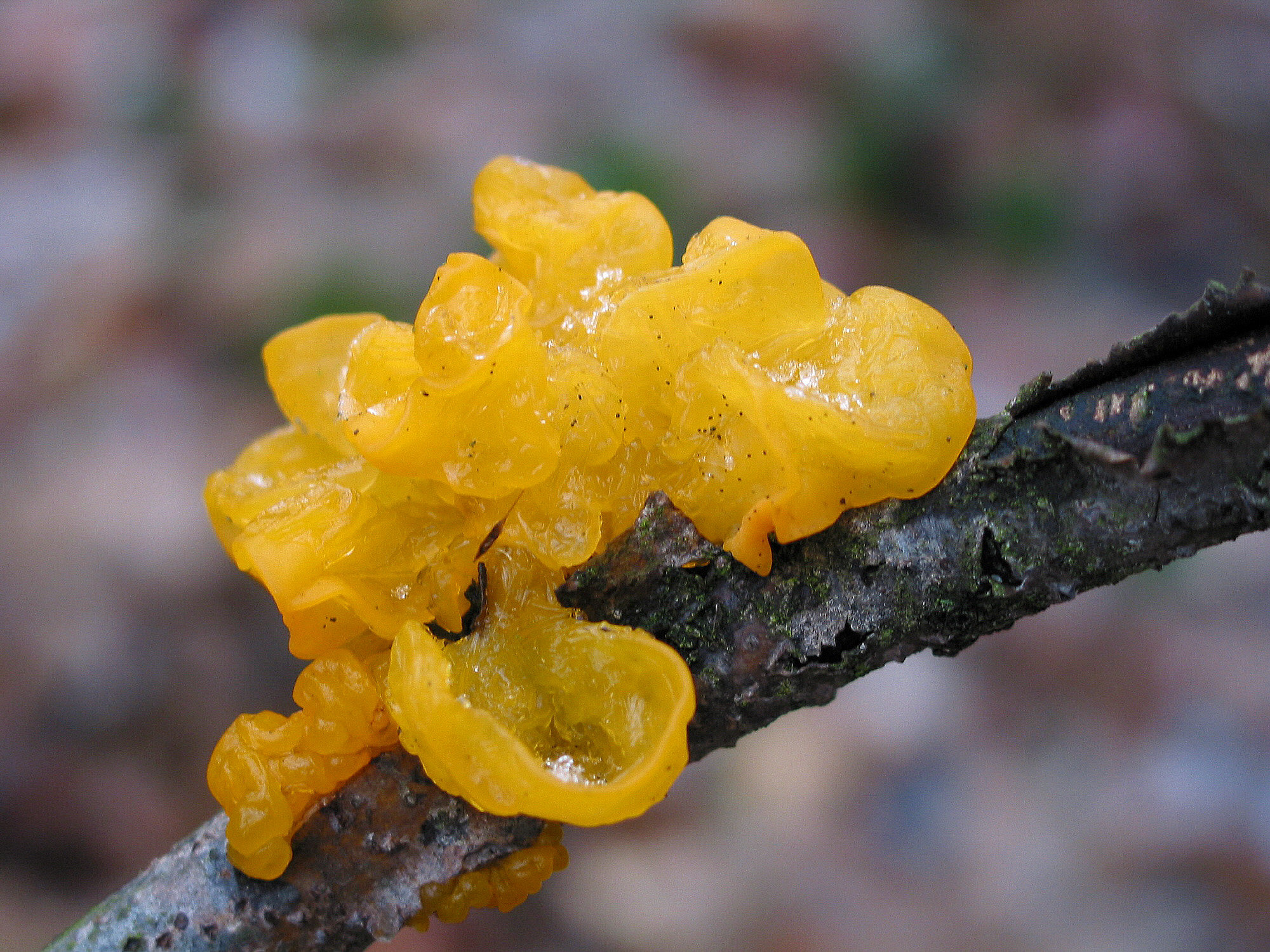
Tremella mesenterica.

Tremellales é uma ordem de fungos da classe Tremellomycetes. A ordem inclui presentemente 8 família, com cerca de 300 espécies consideradas como validamente descritas. Entre os géneros mais conhecidos inclui-se Tremella, ao qual pertencem duas espécies de cogumelos comestíveis cultivados para fins comerciais, e as leveduras Cryptococcus e Trichosporon, géneros a que pertencem diversas espécies patogénicas para os humanos.

## Descrição
Os fungos da ordem Tremellales contém espécies que são conhecidas nas formas teleomórfica e anamórfica ou apenas numa delas. A maioria das formas anamórficas são leveduras (unicelulares). Todas as formas teleomórficas conhecidas são parasitas de outros fungos, apesar de na forma anamórfica de leveduas terem distribuição natural muito alargada e não restrita às espécies hospedeiras. Quando produzidos, os basidiocarpos (corpos frutificantes) são gelatinosos.
A ordem Tremellales foi criada por Carleton Rea em 1922 para agrupar as espécies em que os basídios apresentavam morfologia "tremeloide", designação dada às formas globosas a elipsoides com septos verticais ou diagonais. O mesmo autor colocou as espécies que apresentam aquelas características numa única família, as Tremellaceae, com as mesmas características que a ordem.
Esta circunscrição obteve aceitação generalizada até à década de 1980, embora em 1945 G.W. Martin tivesse proposto uma substancial extensão da ordem e forma a incluir todas as espécies então agrupadas na classe, actualmente obsoleta, dos Heterobasidiomycetes, com excepção das espécies causadoras das ferrugens (Pucciniales) e dos carvões e morrões das plantas. Em consequência, Martin incluiu nos Tremellales não apenas a família Tremellaceae, mas também as famílias Auriculariaceae, Dacrymycetaceae, Hyaloriaceae, Phleogenaceae, Septobasidiaceae, Sirobasidiaceae e Tulasnellaceae (uncluindo Ceratobasidium). Contudo, esta versão alargada da ordem não granjeou aceitação generalizada, embora fosse utilizada em grande número de publicações da autoria de Martin e, até à década de 1970, pelo seu ex-aluno Bernard Lowy.
Uma revisão mais precisa da ordm foi realizada em 1984, quando Robert Bandoni utilizou microscopia de transmissão para investigar a ultrastrutura do poro septal das espécies de Tremellales. Este estudo revealou que o género Tremella e os táxons próximos diferiam do grupo que inclui o género Exidia, apesar de ambos grupos apresentarem basídios tremeloides. Bandoni descreveu este segundo agrupamento como a ordem Auriculariales, restringindo os fungos Tremellales às famílias Tremellaceae, Sirobasidiaceae e Tetragoniomycetaceae.
A aplicação de técnicas de filogenética molecular, baseada numa análise cladística de sequências de DNA, confirma a separação proposta por Bandoni entre os fungos tremeloides e exidioides e estende a circunscrição do agrupamento tremeloide por forma a incluir diversos géneros de leveduras cujo estatuto taxonómico era incerto. A investigação sobre a biologia molecular destes grupos de espécies indicam que o género Filobasidiella (em conjunto coma sua forma do tipo levedura designada como Cryptococcus) e o género Syzygospora deviam ser incluídos neste táxon, apesar das espécies neles incluídas não apresentarem basídios tremeloides. A família Trichosporonaceae, uma família de leveduras, é por vezes separada na sua própria ordem (os Trichosporonales), mas o actual consenso coloca esta família na ordem Tremellales. Alguns géneros — Sigmogloea, Tremellina, e Xenolachne — cuja inclusão numa família permanece incerta, são em geral incluídos na ordem Tremellales.

## Taxonomia
Segundo a 10.ª edição do Dictionary of the Fungi (2007), a ordem  Tremellales inclui as seguintes famílias:
- Carcinomycetaceae
- Cuniculitremaceae
- Hyaloriaceae
- Phragmoxenidiaceae
- Rhynchogastremataceae
- Sirobasidiaceae
- Tetragoniomycetaceae
- Tremellaceae
- Trichosporonaceae

A ordem inclui ainda os seguintes géneros com enquadramento taxonómico indeterminado:
- Derxomyces F.Y. Bai & Q.M. Wang 2008
- Hannaella F.Y. Bai & Q.M. Wang 2008
- Kwoniella Statzell & Fell 2008
- Sigmogloea Bandoni & J.C. Krug 2000
- Tremellina Bandoni 1986
- Xenolachne D.P. Rogers 1947